# Charles Renard (sculpteur)
Pour les articles homonymes, voir Renard (homonymie) et Charles Renard (homonymie).
 (décembre 2018).
Si vous disposez d'ouvrages ou d'articles de référence ou si vous connaissez des sites web de qualité traitant du thème abordé ici, merci de compléter l'article en donnant les références utiles à sa vérifiabilité et en les liant à la section « Notes et références ».
Charles-Aimé Renard est un sculpteur français né à Malzéville (Meurthe) le 17 septembre 1833 et mort dans le 7e arrondissement de Lyon le 12 octobre 1916.
Il est le premier d’une génération de sculpteurs ayant œuvré à Lyon, père de Léopold Renard (1868-1945) et grand-père de Marcel Renard (1893-1974).

## Biographie
Charles Renard est un fils de vignerons lorrains. Il commence très jeune comme praticien à Paris. Il se marie avec Marie Cazes en 1865. Le couple aura quatre enfants, dont Léopold est le deuxième.
En 1871, alors que la famille a fui le siège de Paris, elle revient s’installer en Lorraine, à Malzéville. Cependant, le travail manque et les soucis familiaux rendent ce séjour difficile. En 1879, toute la famille est de retour à Lyon et se fixe à Villeurbanne.  

### Carrière
Dans les années 1850-1860, l'art de Charles Renard évolue et se teinte d’influences naturalistes, au détriment de son premier style plus académique. Ce nouveau style et sa nomination au poste de secrétaire général de la Chambre syndicale des sculpteurs lui permettent d’obtenir des commandes importantes à Nice, Alger et Genève. 
Au début des années 1870, Charles Renard est de retour à Paris. Il œuvre comme praticien de Louis Auguste Roubaud, qui fait appel à lui pour la réalisation de La Tragédie et La Comédie ornant le théâtre des Célestins de Lyon, et dont ils réalisent les maquettes à Paris. 
Renard participe à la décoration de la basilique de Fourvière ; il est le praticien de Joseph-Hugues Fabisch et le remplace à sa mort avec Charles Dufraine. Cependant, on ne lui accorde pas la paternité de ce travail d'exécution. 
À la fin de sa carrière, vers 1900, il représente ses petits-enfants dans un style rappelant les personnages de Théophile Alexandre Steinlen. 
Selon la tradition familiale, il pose également pour son fils Léopold au cours de sa vieillesse, donnant lieu à la sculpture Le Penseur. Dans L’Or du Rhône, Marcel Renard écrit : « Seul un pur sentiment filial a pu permettre d’atteindre la qualité particulière du buste du père de L. Renard. Œuvre d’amour, de compréhension, ce buste définit affectueusement, admirativement, son modèle. Il exprime plus que la plus subtile analyse psychologique, le caractère profondément bon, l’âme de qualité de son père, Charles Renard. »

### Hommage
Un square des Trois-Renard se trouve à Lyon, en hommage à Charles, Léopold et Marcel Renard.